# Gian Giuseppe Barzellini
Gian Giuseppe Barzellini (Cormons, 17 febbraio 1730 – Gorizia, 1809) è stato un matematico e astronomo italiano.

## Biografia
Primo direttore del Monte di Pietà di Gorizia, qui curò la sistemazione del catasto.
Pubblicò alcune Effemeridi arcadiche nel 1783 con l'esatto calendario delle Olimpiadi e fu membro dell'Arcadia goriziana.